# Stor Island
Stor Island är en ö i Kanada.   Den ligger i territoriet Nunavut, i den nordöstra delen av landet, 3 800 km norr om huvudstaden Ottawa. Arean är 313 kvadratkilometer.
Terrängen på Stor Island är lite kuperad. Öns högsta punkt är 560 meter över havet. Den sträcker sig 20,3 kilometer i nord-sydlig riktning, och 28,5 kilometer i öst-västlig riktning.
Trakten runt Stor Island består i huvudsak av gräsmarker. Trakten runt Stor Island är nära nog obefolkad, med mindre än två invånare per kvadratkilometer.